# Татарский Лундан
Татарский Лундан — деревня в Зубово-Полянском районе Мордовии России. Входит в состав Горенского сельского поселения.

## История
Основано в XVII веке темниковскими служивыми татарами на Керенской засечной черте. В 1683 году деревней овладел Матвей Михайлович Вешняков, который построил в ней церковь и переименовал в Сергиевское. В «Списке населённых мест Пензенской губернии за 1869» Лундан (Сергиевское) владельческая (русская часть) и казенная (татарская часть) деревня из 138 дворов Керенского уезда.

## Население
| 2002 | 2010 |
| ---- | ---- |
| 103  | ↘87  |

Национальный состав
Согласно результатам Всероссийской переписи населения 2002 года, в национальной структуре населения татары составляли 99 %.